# Felipe Baloy
Felipe Abdiel Baloy Ramírez (Cidade do Panamá, 24 de fevereiro de 1981) é um ex-futebolista panamenho que atuava como zagueiro ou volante. Atualmente está aposentado.
Entrou para a história do futebol por ter sido o autor do primeiro gol do Panamá em Copas do Mundo. Ele marcou o gol com 37 anos e 120 dias, o que fez dele, à época, o 3º jogador mais velho da história a balançar as redes em um Mundial.

## Carreira
Ele foi o primeiro jogador do Panamá a disputar o Campeonato Brasileiro, passando por Grêmio e Atlético Paranaense entre os anos de 2003 e 2005.
Foi autor do primeiro gol da Seleção Panamenha de Futebol em Copas do Mundo, na derrota para a Inglaterra, em 2018.
Fez parte do elenco do seu país na Copa América de 2016.

## Títulos
Atlético-PR
- Campeonato Paranaense: 2005

Monterrey
- Campeonato Mexicano: 2009-10 (Apertura)

## Prêmios individuais
Seleção Panamenha
- Seleção dos 11 melhores da Copa Ouro da CONCACAF: 2005 e 2007